# جيمي هنت (لاعب هوكي الجليد)
جيمي هنت (بالفرنسية: Jamie Hunt)‏ (و. 1984  م) هو لاعب هوكي الجليد كندي، ولد في كالغاري، مركز لعبه هو مدافع ‏.

## روابط خارجية
- جيمي هنت على موقع دوري الهوكي الوطني (الإنجليزية)
- جيمي هنت على موقع EliteProspects.com (الإنجليزية)
- جيمي هنت على موقع HockeyDB.com (الإنجليزية)
- جيمي هنت على موقع Hockey-Reference.com (الإنجليزية)